# Гвацино (Сијена)
Гвацино је насеље у Италији у округу Сијена, региону Тоскана.
Према процени из 2011. у насељу је живело 1004 становника. Насеље се налази на надморској висини од 287 м.